# نیکول پرت
 نیکول پرت (انگلیسی: Nicole Pratt؛ زاده ۵ مارس ۱۹۷۳) یک تنیس‌باز اهل استرالیا است.